# 二千日圓紙幣
二千日圓紙幣是日本銀行發行的日圓紙幣之一，面額為2,000日圓，由國立印刷局承印，2000年7月19日開始發行。紙幣的正面圖案顯示了守禮門，一個16世紀建於日本沖繩縣那霸市首里城的牌坊。而反面圖案則顯示了源氏物語繪卷第38帖「鈴虫」的取景、章節段落與紫式部的肖像。本幣是為了紀念第26屆八國集團首腦會議和慶祝第二千禧年來臨而發行，由於是正式紙幣，分類上歸類於當時流通的最新版本，即D號券。

## D號券

### 面額
貳千元（2,000円）

### 正面
守禮門

### 背面
左半部為源氏物語繪卷第38帖「鈴蟲」之繪圖（光源氏與冷泉院）與章節文字節錄，右下角為源氏物語作者紫式部肖像畫

### 尺寸
縱向76mm、橫向154mm

### 發行起始日
2000年（平成12年）7月19日

### 其他
- 發行中（因為流通率太低，2003年以後未再印製）
- 有效貨幣

## 概要
為紀念2000年將在沖繩舉行的第26屆八國集團首腦會議，1999年由時任內閣總理大臣小淵惠三發起提案，但由於小淵大臣在2000年5月14日因中風於任內過世，因此是由繼任的森喜朗內閣授權發行。本幣是根據日本銀行法第46、47條與日本銀行法實施令第13條發行，因此是屬於正式的法定流通貨幣，不是紀念幣。
本劵是日本銀行自1946年新圓切替政策以後首度發行面額數字在「1」跟「5」以外的正式流通貨幣，也是自A十元劵以來第二個採用建築物而非人物肖像做為紙幣正面圖樣的新幣。綜合以上原因，以及採用了比其他D號劵更多的防偽技術，因此本劵在發行前就已經極為受到矚目。
由於D號券的發行印製期間適逢日本政府大幅改組（2000年～2004年），因此D號券普遍都有出現同一種紙幣卻有三個印製單位的情形（即大藏省印刷局、財務省印刷局、國立印刷局），二千元紙幣同樣也不例外。

## 防偽技術

### 深凹版印刷
使用凹部比一般的凹版印刷技術更深的凹版進行印刷，用手觸摸會摸到明顯的凹凸起伏，主要用於漢字面額與「日本銀行劵」字樣。首度以此技術在紙幣正面左右下角加上點字，以方便視障人士辨識。

### 隱形印刷技術
用於印刷紙幣正面左下角的面額字樣。正常觀看沒有任何文字，只有在特定角度觀看時才會浮現面額字樣。

### 珠光油墨
紙幣兩端的油墨在特定角度下會反射出粉紅色的光澤。

### 圓圈星座防偽技術
防止紙幣被影印的技術。將以特定方式排列、5個一組的小圓圈加入紙幣的各處設計當中，只要有一組圖樣被軟體或機器檢出，影印機、印刷機就會拒絕執行指令。

### 變色油墨
正面右上角的面額字樣在不同的角度會變成紫色、青綠色等顏色。
除變色油墨以外，這些防偽技術在經過本劵實驗確認後，於一下批新幣（E號券）中全數採用。

## 推廣
本劵在發行時曾一度成為流行，大量民眾到銀行指定兌換二千元券，然而大部分兌換者只是作為紀念性的留存，因此實際有在流通、使用的數量並不多。作為推廣使用的一環，自2000年秋季開始，大藏省（2001年改制為財務省）、日本銀行所屬的職員，在發放現金薪資、補助或獎金時，會包含一定比例的二千元紙幣。
2004年，隨著新幣（E號券）發行，日本銀行再次試圖加強推廣二千元紙幣的使用，但是效果依然不彰。雖然日本銀行持續不斷的宣傳二千元紙幣相對千元紙幣的便利性，但至2007年為止，市面上流通的二千元紙幣約有1億5千萬張，甚至低於停止發行多年的五百元紙幣（流通數2億2千萬張），2013年的流通量近一步降低至1億張，是五千元紙幣的1/6。由於使用量不彰，雖然未停止發行，但是自2003年最後一批新幣交付日本銀行後，國立印刷局就未再印製過二千元紙幣。
在日本各都道府縣的統計中，沖繩縣是使用二千元紙幣比例最高的一個縣，因為當地在1972年回歸本土以前，使用的法定貨幣是包含二十元紙幣的美金，且正面印有沖繩縣的象徵——守禮門，因此縣民對二千元紙幣的接受度較高。近年來沖繩縣為促進觀光，大力推廣二千元紙幣的使用，設定獎勵鼓勵企業團體設置可對應二千元紙幣的ATM、自動販賣機，或是針對二千元紙幣使用者舉辦各類抽獎活動等等。
除了便利商店的ATM以外，琉球銀行、沖繩銀行、沖繩海邦銀行、陸奧銀行、橫濱銀行的ATM皆可在提領現金時選擇是否使用二千元紙幣，近畿大阪銀行、帶廣信用金庫也正在進行相關的更新。
除上述ATM以外，三菱東京日聯銀行、三井住友銀行、瑞穗銀行、静岡銀行、常陽銀行、京都信用金庫的各大分行都設有可換二千元紙幣的自動換錢機，作為茨城縣指定金融機構的常陽銀行也在茨城機場、那霸機場設置了自動換錢機，對前往沖繩旅行的茨城縣民眾推廣二千元紙幣的使用。

## 其他

### 提案人紀念
作為提案人的小淵惠三總理大臣在2000年5月14日因腦中風過世，未能看到新幣發行，因此在新幣發行時，日本銀行將編號「A000003A」的二千元劵贈與遺族（大臣遺孀千鶴子夫人）作為紀念。

### 印刷錯誤的紙幣
日圓紙幣在正面的左上角與右下角都印有流水號，兩者應該要相符。但二千元有一批印刷錯誤的紙幣在市場流通，左上角的流水號第一個英文字母是「J」，右下角卻變成了「L」，以此被暱稱為「JL券」。據收藏家估計該批錯誤紙幣可能有9,000多張，大約5,000張從關西地區流入市場。雖然印刷錯誤，但由於是經由正規管道發行、進入市場的紙幣，因此仍然是有效貨幣，不過在收藏家之間擁有比面額更高的價值。